# BOR-5
BOR-5 (БОР-5 em cirílico, acrônimo de "avião-foguete orbital não tripulado") foi uma série de protótipos em escala 5:18 do ônibus espacial Buran para estudar seu comportamento em velocidades hipersônicas em diferentes altitudes e velocidades. Eles tinham uma massa de cerca de 1400 kg, e foram lançados pelo foguete Kosmos-3, conectado na ponta do foguete com um sistema de acoplamento em forma de um anel. Esta aeronave foi usado para estudar a aerodinâmica principal, térmica, acústica e características de estabilidade do Buran. Ele foi a continuidade do veículo de teste de reentrada BOR-4.

## Voos
Foram realizados seis voos:
4 de julho de 1984
abortado
5 de junho de 1984
modelo 501
17 de abril de 1985
modelo 502
27 de dezembro de 1986
modelo 503
27 de agosto de 1984
modelo 504
22 de junho de 1988
modelo 505